# Frank Jung
Frank Jung (* 1964 in Bad Saarow-Pieskow, DDR) ist ein deutscher Marketingfachmann und Heraldiker, der zahlreiche Wappen für Gemeinden und Orte in Deutschland entworfen hat.

## Werdegang
Er ist in Leipzig aufgewachsen. Jung studierte Kunst und Mathematik und verfasste eine Diplomarbeit zum Thema Kreativitätsmethoden. Frank Jung ist seit 1990 Mitinhaber und Geschäftsführer der in Erfurt ansässigen Diemar, Jung  & Zapfe Werbeagentur GmbH.
Er ist Sachverständiger für Design und Wirtschaftswerbung. Bei Diemar, Jung & Zapfe verantwortet er als kreativer Unternehmensberater die strategische Beratung von Kunden in den Branchen Energie, Lotterie, Lebensmittel und Pharmazie. Frank Jung ist Entwickler des Diemar, Jung & Zapfe Marken-Persönlichkeits-Modells. Dass Frank Jung neben seiner künstlerischen auch eine fundierte mathematische Ausbildung hat, kommt seinen Kunden bei der Analyse komplexer Marketingsituationen, der Strategieableitung und der systematischen Marken- und Corporate-Design-Entwicklung zugute. Frank Jung ist seit seiner Wahl 2008 Präsident des Marketing-Clubs Erfurt.
Jung ist auch Experte auf dem Gebiet der Heraldik.

## Wappengestaltung

Wappen der Stadt Leinefelde-Worbis, von Frank Jung gestaltet

Jung fertigte insbesondere neue Wappen für Orte in Sachsen, Sachsen-Anhalt und Thüringen an, die nach der Deutschen Wiedervereinigung sowie aufgrund der Reformen der Gemeindestrukturen um die Jahrtausendwende erforderlich waren. Dazu zählt beispielsweise das am 26. November 2007 genehmigte Wappen für die Stadt Leinefelde-Worbis, für das Jung folgende Blasonierung wählte:
In Rot mit silbernen Zinnenflanken ein dreifach gespaltener Wellenpfahl.
Weitere Wappen gestaltete Jung unter anderem für:
Sachsen

| - Rackwitz - Schirgiswalde-Kirschau |

Sachsen-Anhalt

| - Braschwitz - Dornstedt - Ermsleben - Friedersdorf - Höhnstedt - Kabelsketal | - Langenbogen - Milzau - Morl - Mühlbeck - Muldenstein | - Niemberg - Oppin - Pouch - Sennewitz - Siptenfelde | - Steuden - Tucheim - Wallwitz - Weddersleben - VWG Würde/Salza |

Thüringen

| - Abtsbessingen - Andisleben - Appenrode - Arenshausen - Ballhausen - Ballstädt - Behringen - Berlingerode - Beuren - Birkungen - Bockelnhagen - Brehme - Bufleben - Buhla - Burgwalde - Christes - Dachwig - Diedorf - Döbritz - Ebenshausen - Effelder | - Elxleben - Ershausen - Frauenwald - Freienhagen - Gamstädt - Geisleden - Gernrode - Goldbach - Grabsleben - Großbartloff - Großengottern - Großfahner - Großlohra - Großrudestedt - Hainrode - Hardisleben - Haßleben - Haynrode - Helbedündorf - Helmsdorf - Heuthen | - Hohes Kreuz - Holungen - Hundeshagen - Jützenbach - Kefferhausen - Kieselbach - Kirchgandern - Kleinbodungen - Körner - Küllstedt - Langenbach - Leinefelde-Worbis - Lengefeld - Masserberg - Mihla - Mittelhausen - Neustadt - Niedersachswerfen - Nöda - Nohra | - Oberschönau - Pennewitz - Rehungen - Schönbrunn - Schönstedt - Sickerode - Silkerode - Singen - Sonneborn - Steinbach - Stöckey - Sundhausen - Teistungen - Tonna - Viernau - Walschleben - Westhausen - Wingerode - Wipperdorf - Zwinge |